# Caryedon furcatus
Caryedon furcatus is een keversoort uit de familie bladkevers (Chrysomelidae). De wetenschappelijke naam van de soort werd in 2004 gepubliceerd door Anton & Delobel.